# یوهان سیلن
یوهان سیلن (انگلیسی: Johan Silén; ۱۹ ژوئن ۱۸۶۹ – ۳ اکتبر ۱۹۴۹) قایقران، و قایقران قایق بادبانی اهل فنلاند بود.